# After the War
 (mai 2009).
Si vous disposez d'ouvrages ou d'articles de référence ou si vous connaissez des sites web de qualité traitant du thème abordé ici, merci de compléter l'article en donnant les références utiles à sa vérifiabilité et en les liant à la section « Notes et références ».
After the War est un run and gun sorti en 1989. Le jeu a été développé par Dinamic et édité par Dinamic.

## Scénario
En l'an de grâce 2019. après une guerre nucléaire. Des cendres se dresse un héros, Jonathan Rogers, mieux connu sous le nom de « Jungle Rogers », le maître de la jungle 
du bitume. Sa seule chance de survie est d'atteindre la plateforme de lancement XV-238, qui se trouve au quartier général du professeur Mc Jerin, un assassin schizophrène, et s'échapper vers les colonies extérieures. Cela ne sera pas facile d'aller là-bas. Il doit traverser les rues dangereuses de Manhattan, infestée 
de survivants condamnés qui, vu la situation désespérée sont devenus des voleurs et des cannibales. Et après quoi il devra affronter les gardiens du complexe scientifique de Mc Jerin.

## Système de jeu
After The War est un jeu 2D à défilement horizontal en 2 phases (typiques des jeux espagnol).
Dans la phase 1, on incarne Jungle Rogers, qui doit se frayer un chemin dans un Manhattan dévasté par une guerre nucléaire. Celle-ci est découpée en 3 parties, dans laquelle on lutte contre les survivants, et à la fin de chaque on est face à face avec un R.A.D. Bull, un monstre de muscle qui barre l'accès à la partie suivante.
Certains survivants envoient des bâtons de dynamite, il faut les éviter, de même les survivants qui ont des revolvers MAGNUM et qui cherchent à vous briser les côtés, 
des coups dans la tête règlent le problème.
La phase 2 du jeu vous emmène dans le complexe souterrain du professeur Mc Jerin. On arrive par la ligne 1 du métro de Manhattan, et il faut faire le ménage parmi les mutants qui hantent les lieux, ainsi que les robots volants, et les androïdes de surveillance et les Kangaroo fighters / Mega Kangaroo Destroyers (qui sont des sortes
de répliques de robots ED209 du film Robocop).

## Technique
Le jeu est de qualité différente suivant la machine sur laquelle on y joue. La meilleure version sur machine 8 bits est la version Amstrad CPC qui offre de superbes graphismes, une grande fluidité, des sprites géants grâce au système FX Giant Sprites, une grande liberté de tir dans la phase 2 grâce au système FX machine-gun.
À noter que la version disquette du jeu possède une introduction animée et la version K7 une superbe page de présentation tirée d'un album de Luis Royo.
La version atari ST est la plus aboutie sur machines 16 bits avec une introduction dotée d'une musique numérisée, de jolis graphismes, une animation de qualité 
mais lente ; La version Amiga dans laquelle l'introduction présente sur Atari ST n'a pas été incorporée ; mais proche graphiquement et une animation correcte mais lente.
La version Spectrum est dotée de graphismes pauvres en couleurs mais l'animation est correcte. La version C64 est la plus décevante de toutes. Elle est mauvaise, car non adaptée à la machine. Les graphismes ont été portés de l'Amstrad CPC, et quand on connait le peu de couleurs dont le c64 est capable, ça donne un vilain rendu. La musique est elle inadaptée au jeu, sans âme et incongrue. L'animation est cependant correcte, grâce au chipset spécialisé de la machine.
Le jeu tient sur 2 disquettes sur Atari ST, 1 seule sur Amiga, 1 face de disquette 3 pouces sur Amstrad CPC ou 2 faces sur K7 pour les versions tape.
Seules les versions 8 bits sont en langues espagnole et anglaise. Les versions 16 bits sont uniquement en anglais.
La version Amstrad CPC distribuée/vendue en France et en Angleterre utilise le système de chargement créé par Pablo Ariza nommé "Dinamic Poliload" qui fait que le jeu est fragmenté en 500 blocs de 131 octets dans le but d'empêcher le hacking du programme et sa reproduction. 
Le système anti-copie Poliload est utilisé également sur Amstrad
sur les jeux Astro Marine Corps, El Capitán Trueno, Rescue Atlantida, Grand Prix Master, Jabato du même éditeur.